# 格佩特-梅耶撞擊坑
格佩特-梅耶撞擊坑（英語：Goeppert-Mayer）是一個金星上的撞擊坑，直徑約33.5公里。以諾貝爾物理學獎得主瑪麗亞·格佩特-梅耶命名。

## 概要
該撞擊坑位於伊師塔地南方邊緣山脈的斷崖上方。撞擊坑西方的崖高度超過1公里。